# 大島丸 (国際航海船)
大島丸（おおしままる）は東京都立大島海洋国際高等学校が使用している航海練習船である。5代目が2020年から運用されている。

## 略歴
- 初代90トン[2]。
- 1959年3月 大島高校水産科練習船「大島丸」完成[4]2代目 303トン[2]。
- 1982年12月 3代目が完成[5]。447トン[2]
- 1996年3月12日 4代目が竣工 新潟鐵工所(現在は新潟造船)。497トン[2]。
- 2020年2月28日 5代目が竣工 681トン。

## 特徴
航海の練習に使用されており沖縄やハワイまで行く場合がある。漁の設備としては底魚一本釣り実習用の釣竿を装備している。
東京・月島埠頭や、横浜・大さん橋に寄港する事がある。

沖ノ鳥島近海での海洋観測を例年実施している。船の一般公開の際、本船オリジナル商品である沖ノ鳥島の塩、沖ノ鳥島ポストカードを販売している時がある。

## 画像

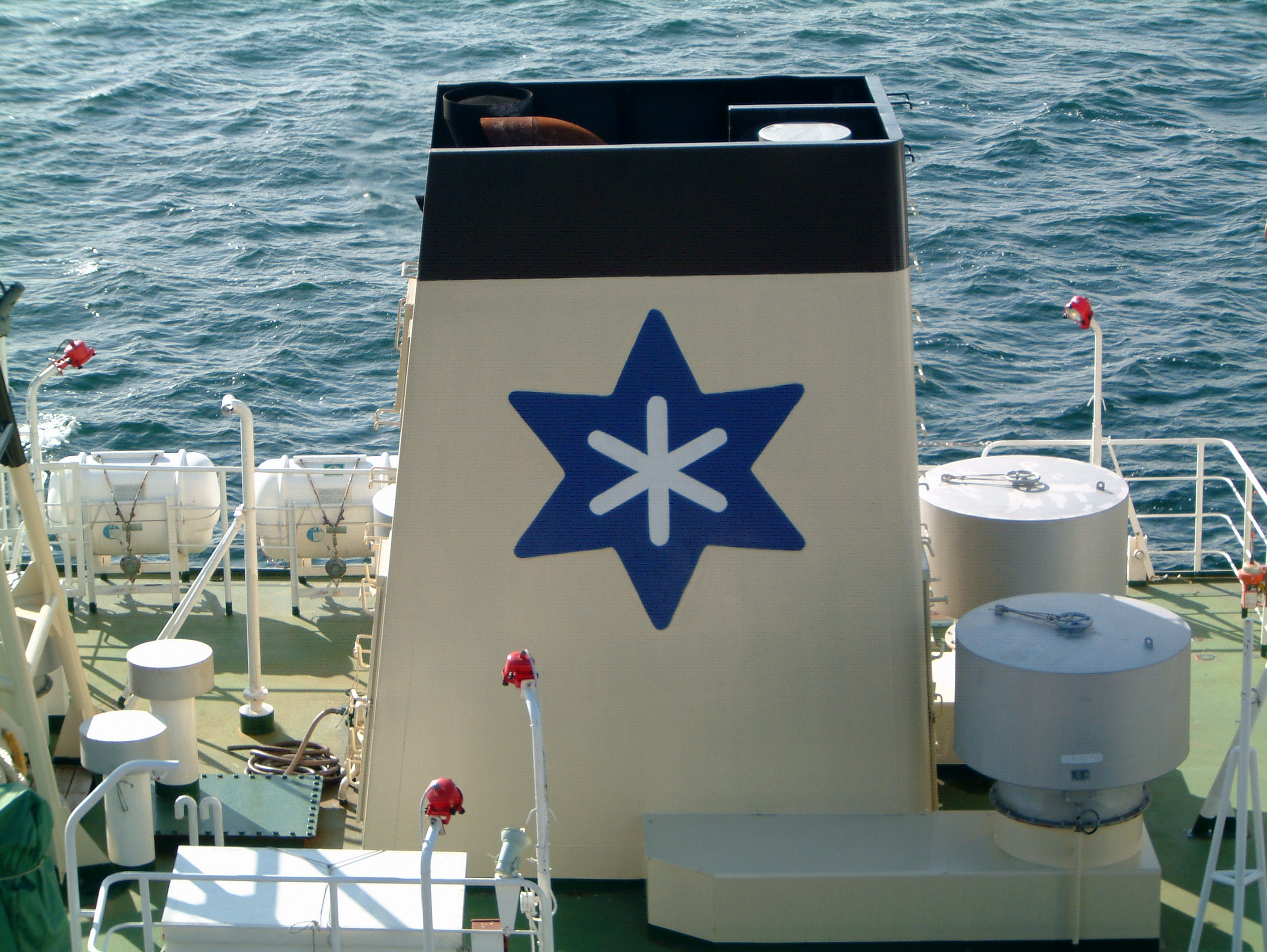
練習船大島丸の煙突マーク、2010年、横浜港大さん橋で撮影
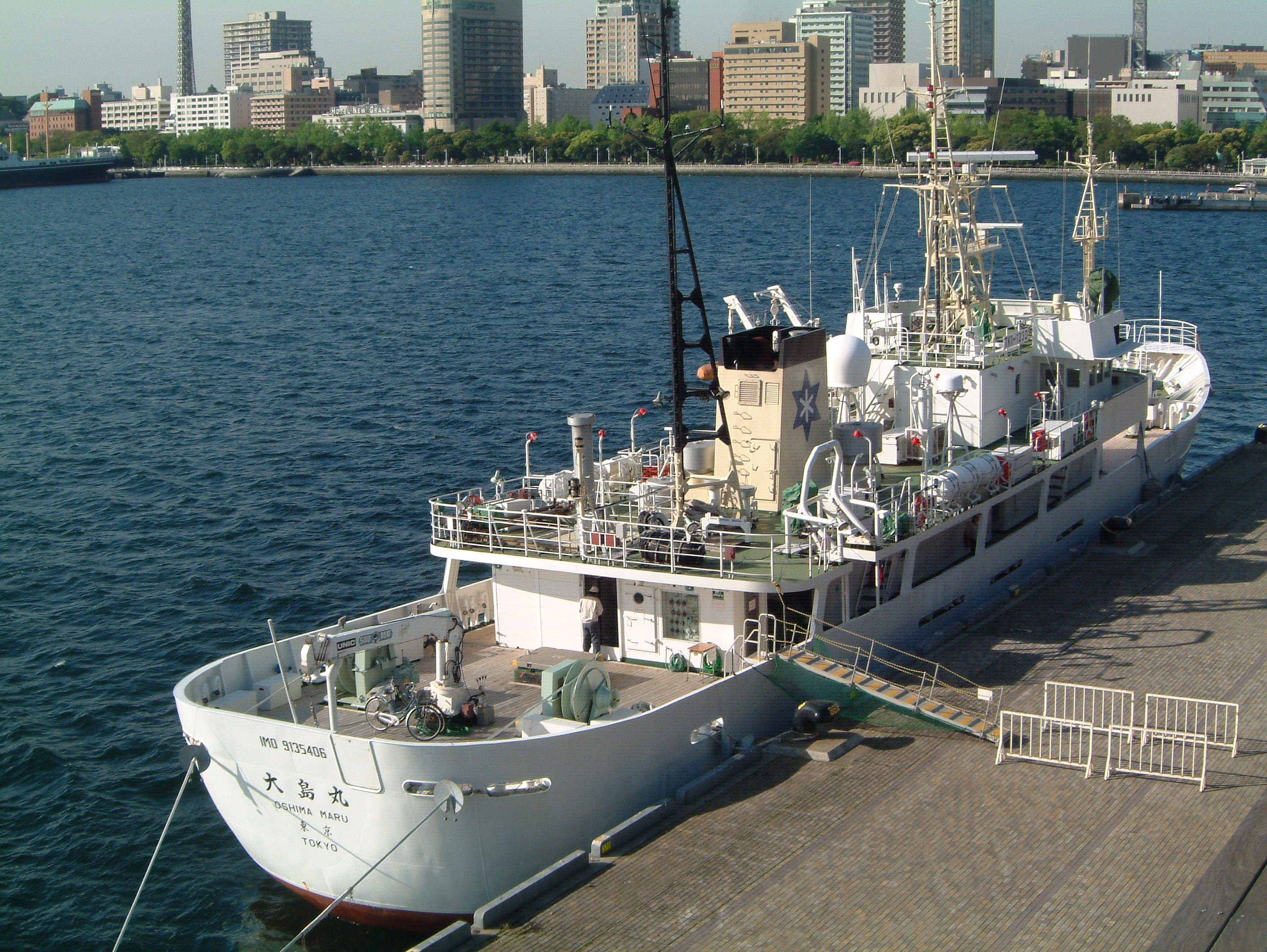
練習船大島丸を後ろから、2010年、横浜港大さん橋で撮影
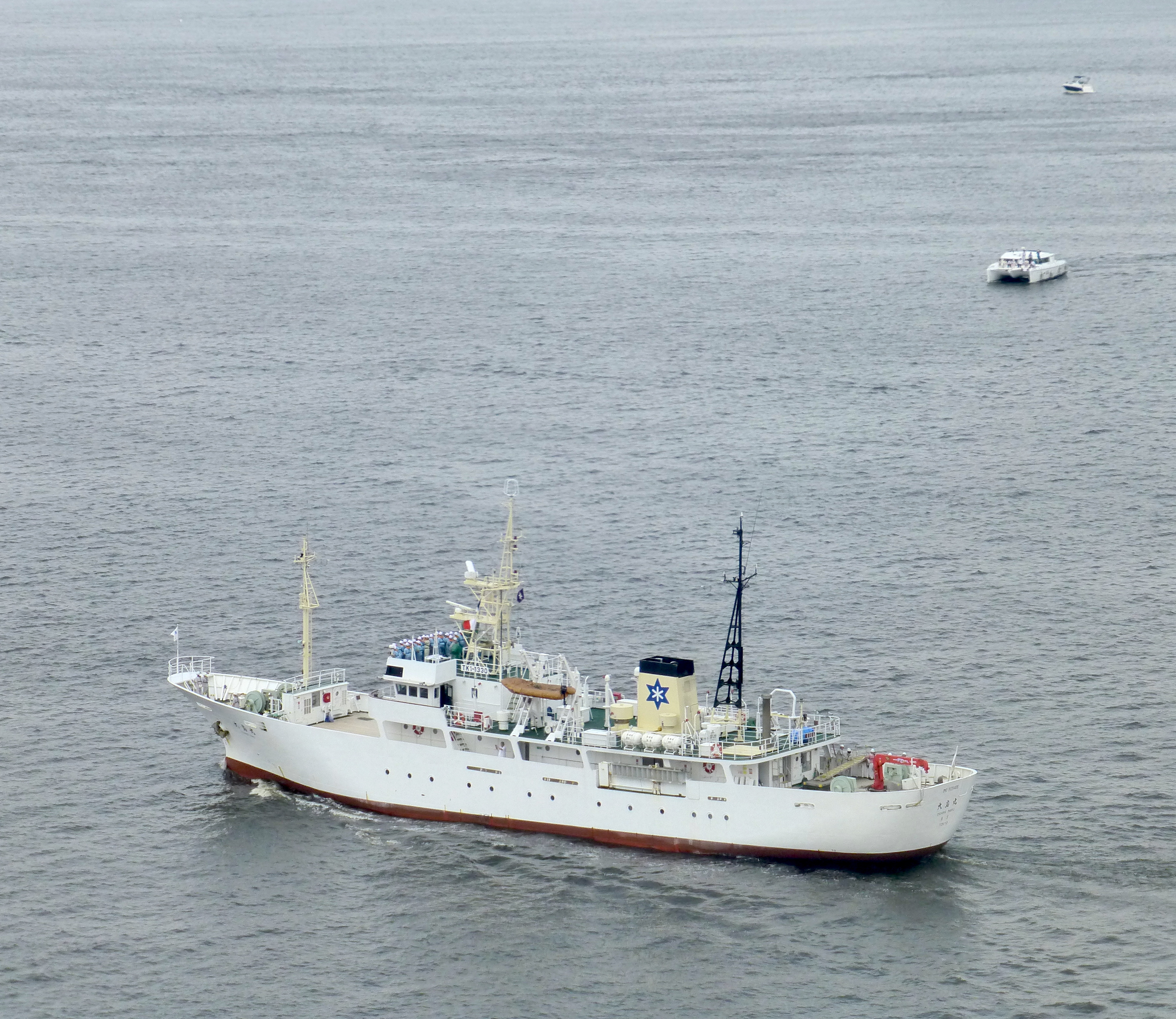
航海している大島丸、2016年